# Ständige Ägyptologenkonferenz

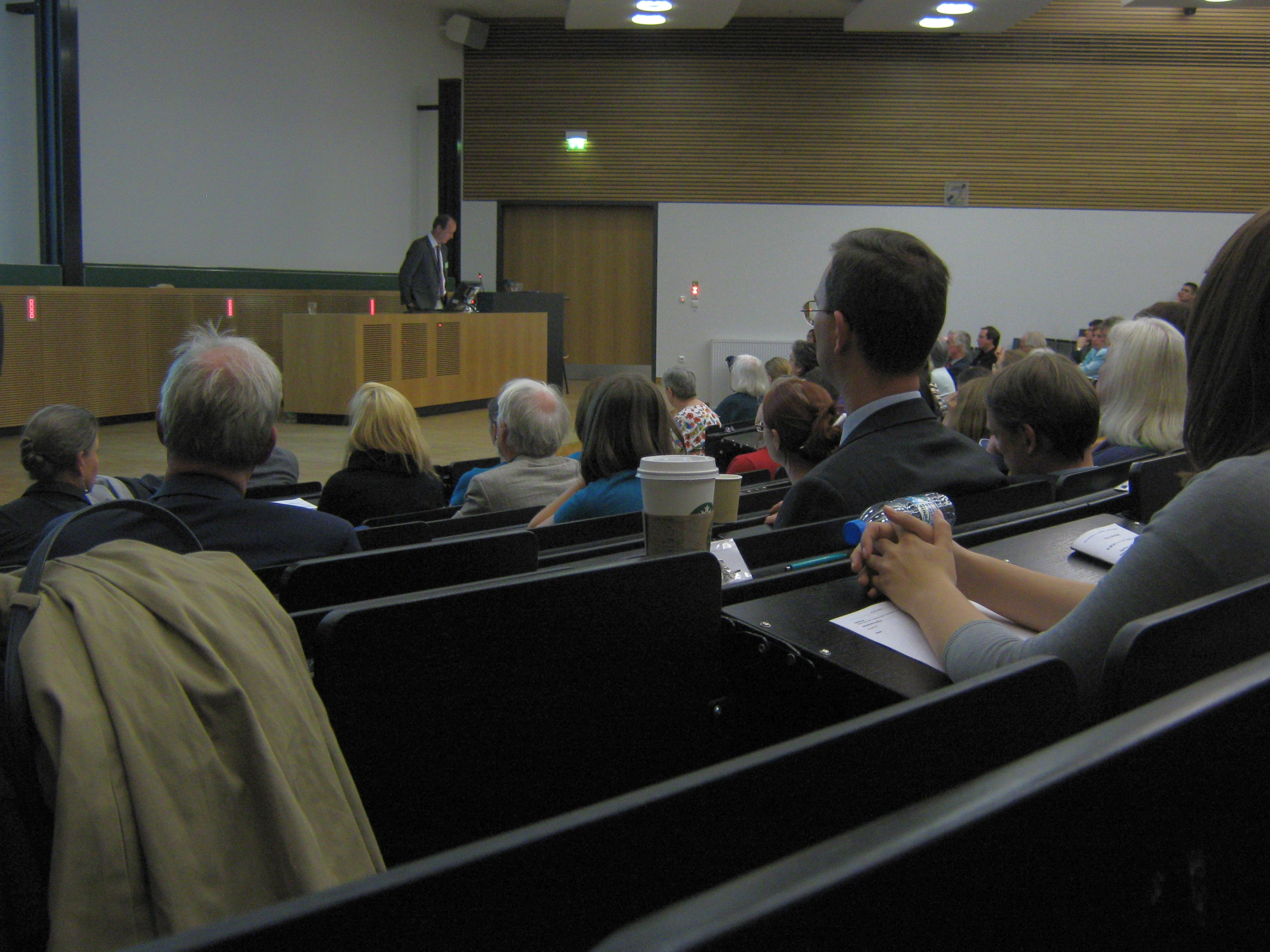
Blick in den Vortragssaal beim Vortrag von Dietrich Raue an der Universität Leipzig im Rahmen der 43. Ständigen Ägyptologenkonferenz vom 22. bis 24. Juli 2011.

Die Ständige Ägyptologenkonferenz, abgekürzt SÄK, ist eine einmal jährlich stattfindende Fachtagung von Ägyptologen aus dem deutschsprachigen Raum (Deutschland, Österreich, Schweiz). Sie ging 1968 aus einer gesonderten Sitzung auf dem deutschen Orientalistentag in Würzburg hervor und war anfänglich eine Initiative junger Ägyptologen, die auf die auch schon damals aktuelle Bedrohung kleiner Fächer durch Sparvorhaben der Universitäten reagieren wollten. Der Name ist als eine ironische Anspielung auf die Ständige Kultusministerkonferenz zu verstehen.

## Geschichte
Im Laufe der Zeit wandelte sich die einstige Protestveranstaltung zu einem normalen wissenschaftlichen Kongress, auf dem viele Ägyptologen des deutschsprachigen Raumes zusammenkommen und einige von ihnen – insbesondere der wissenschaftliche Nachwuchs – Vorträge zu aktuellen Themen der Forschung halten.

## Veranstaltungsablauf
Die SÄK findet an einem Wochenende gegen Ende des Sommersemesters von Freitag bis Sonntag statt. Am Freitag erfolgen die Berichte aus den Institutionen, auf denen je ein Vertreter jeder Universität knapp über aktuelle Vorhaben, Promotionen etc. an seinem Institut referiert. Der Samstag und Sonntag ist den Vorträgen gewidmet. Am Samstagabend findet häufig ein gemeinsames soziales Ereignis mit Abendessen statt. Am Sonntagmittag wird zum Ausklang eine Abschlussdiskussion geführt, in der typischerweise aktuelle politische Entwicklungen und ihre Auswirkungen auf das Fach thematisiert werden. Die Abschlussrede hält nach der Tradition der älteste anwesende Ägyptologe, gewöhnlich ein emeritierter Professor.

## Bedeutung
Die SÄK ist für die deutschsprachige Ägyptologiegemeinde ein wichtiges soziales Ereignis, da die Anzahl ihrer Angehörigen nur einige Hundert beträgt und 'man sich kennt'. Die jungen Wissenschaftler erhalten durch ihre Vorträge die Gelegenheit, sich der Gemeinschaft zu präsentieren. Fachverlage nutzen die ständige Ägyptologenkonferenz, um in den Veranstaltungsgebäuden aktuelle ägyptologische Literatur anzubieten.

## Austragungsorte
Der Austragungsort wechselt jährlich. Am Ende jeder SÄK wird feierlich der nächste Austragungsort verkündet, der bis dahin geheim zu halten ist. Bis 2004 wurde dabei eine gelbe 'SÄK-Fahne' an die Mitglieder des jeweils nächsten austragenden Institutes übergeben und dort für das folgende Jahr aufbewahrt. Auf der SÄK in Mainz wurde diese mittlerweile etwas abgenutzte Fahne dann 2004 in einer Zeremonie zerstört. Als neues Wanderikon wurde eine Stahlröhre eingeführt, auf der die Namen aller Austragungsorte eingraviert werden.
Die für 2020 in Mainz geplante SÄK wurde aufgrund der COVID-19-Pandemie um ein Jahr verschoben und sollte während des Sommersemesters abgehalten werden. Das Rahmenthema wurde von Ägyptologie 2020 in Ägyptologie 2021 geändert. Aufgrund der im Planungszeitraum unsicheren Situation durch die COVID-19-Pandemie wurde die 52. SÄK vom 9. bis 11. Juli 2021 virtuell durchgeführt.
Am Ende der SÄK 2023 in Köln war noch kein Austragungsort für die SÄK 2024 bekannt. Im September 2023 wurde bekannt gegeben, dass die 55. SÄK in Hamm (NRW) stattfindet.
Meist wird für die SÄK ein Rahmenthema festgelegt, dem sich die Vorträge zuordnen sollen. Die bisherigen Austragungsorte und gegebenenfalls Rahmenthemen der SÄK waren beziehungsweise sind:
- 1970 Hannover
- 1971 München
- 1972 Lübeck
- 1973 Berlin
- 1974 Göttingen
- 1975 Freiburg
- 1976 Köln
- 1977 Erlangen
- 1978 Hamburg
- 1979 Heidelberg
- 1980 Berlin
- 1981 Trier
- 1982 Basel
- 1983 Tübingen
- 1984 Wien: „Ägyptische Archäologie und Geschichte“
- 1985 München
- 1986 Mainz: „Tempel und Tempeldekoration“
- 1987 Münster: „Ägyptische Kunstgeschichte“
- 1988 Köln: „Junge Ägyptologie“ + „Griechisch-römisches Ägypten“
- 1989 Leipzig: „Sozial- und Wirtschaftsgeschichte Ägyptens“
- 1990 Linz: „Situation der Ägyptologie“
- 1991 Berlin-Gosen: „Aktuelle Aspekte der Feldforschung“
- 1992 Bonn: „Die Behandlung altägyptischer Texte in Altertum und Gegenwart“
- 1993 Göttingen: „Grenzen und Grenzbereiche“
- 1994 Krems: „Ägypten und die minoische Welt“
- 1995 München: „Ägypten-Rezeption von der Antike bis zur Gegenwart“
- 1996 Würzburg
- 1997 Zürich: „Theben – eine altägyptische Metropole“
- 1998 Hamburg: „Hafen, Handel und Schiffahrt im Alten Ägypten“
- 1999 Trier: „Erneuerung“
- 2000 Heidelberg: „Ägyptische Mysterien?“
- 2001 Münster: „Ägyptologie und interdisziplinäre Forschung“
- 2002 Wien: „Monument und Zeit“
- 2003 Basel: „Zwischen Kemet und Misr: an der Schnittstelle zwischen Ägyptischem und Ägyptologischem.“
- 2004 Mainz
- 2005 Tübingen
- 2006 Hildesheim und Hannover: „Ägypten im Museum“ und „Bauforschung und Ägyptologie.“
- 2007 Köln: „Bild-Diskurse“
- 2008 Würzburg
- 2009 Münster: „Ägyptologie im Bologna-Prozess“
- 2010 Bonn: „Nur wer sich wandelt ...“
- 2011 Leipzig: „Ägyptologen und Ägyptologie(n) zwischen Kaiserreich und der Gründung der beiden deutschen Staaten (1871-1949).“
- 2012 Berlin: „Wendepunkte“
- 2013 Heidelberg
- 2014 München: „Ägypten liegt in Afrika. Altägypten und seine südlichen und südwestlichen Nachbarn.“
- 2015 Trier
- 2016 Wien: „Ägyptologie. Heute. Zur Zukunft der Vergangenheit.“
- 2017 Göttingen: „Steininschrift und Bibelwort – Religiöse Texte aus Ägypten in ihrem kulturellen Umfeld.“
- 2018 Münster: „Kulturen im Kontakt. Altägypten und seine Nachbarn.“
- 2019 Basel: „Ägyptologie und Methodik: Potenzial und Prioritäten.“
- 2020 Mainz: „Ägyptologie 2020“ – abgesagt, verschoben auf das folgende Jahr
- 2021 Mainz: „Ägyptologie 2021“ – virtuelle Konferenz
- 2022 Würzburg: „Ägyptologie an der Schwelle zum nächsten Jahrhundert“
- 2023 Köln: „Archäologie und Gesellschaft“
- 2024 Hamm: „Ägyptologie in Museen“
- 2025 Berlin: „Wieso Ägyptologie?“
- 2026 Leipzig

## Verband der Ägyptologie (VÄ)
Im Juli 2022 hat sich auf der SÄK in Würzburg der Verband der Ägyptologie (VÄ) gegründet. Er vertritt zukünftig die Interessen der deutschsprachigen Ägyptologie und wird auf der 54. SÄK in Köln diese erstmals für seine Mitgliederversammlung nutzen. Mittlerweile sind im Verband über 130 Ägyptologinnen und Ägyptologen organisiert. Die erste reguläre Mitgliederversammlung fand am 30. Juni 2023 während der SÄK in Köln 2023 statt. Dort wurden auch die zukünftige Vereinsform (eingetragener Verein, Berufsverband) beschlossen und ein neuer Vorstand gewählt.